# Chiến dịch Bó đuốc
Chiến dịch Bó đuốc (Operation Torch, lúc đầu được đặt tên Chiến dịch Gymnast) là cuộc tấn công của liên minh Hoa Kỳ–Anh lên lãnh thổ Bắc Phi thuộc Pháp trong Chiến tranh thế giới thứ hai. Chiến dịch này bắt đầu ngày 8 tháng 11 năm 1942 và là một phần của Mặt trận Bắc Phi.
Phía Liên Xô đã nhiều lần yêu cầu Hoa Kỳ và Anh phải bắt đầu hành động tại châu Âu và tiến hành mở một mặt trận thứ hai nhằm chia sẻ gánh nặng với Hồng quân Liên Xô trong cuộc chiến với quân đội Đức Quốc xã. Trong khi các viên tư lệnh Hoa Kỳ ủng hộ Chiến dịch Sledgehammer nhằm đổ bộ trực tiếp lên lục địa châu Âu đang bị chiếm đóng, thì bộ chỉ huy Anh lại tin rằng cách làm đó sẽ kết thúc trong thảm họa. Thay vào đó, họ đề xuất một cuộc tấn công lên phần lãnh thổ của Pháp tại Bắc Phi, để quét sạch các lực lượng Phe Trục ra khỏi Bắc Phi, tăng cường khả năng kiểm soát trên biển Địa Trung Hải và chuẩn bị cho một cuộc đổ bộ vào miền Nam Pháp trong năm 1943. Tổng thống Hoa Kỳ Franklin D. Roosevelt nghi ngờ rằng những hoạt động tại châu Phi sẽ làm làm ảnh hưởng đến khả năng tiến công châu Âu trong năm 1943 nhưng vẫn nhất trí ủng hộ Thủ tướng Anh Winston Churchill.

## Bối cảnh

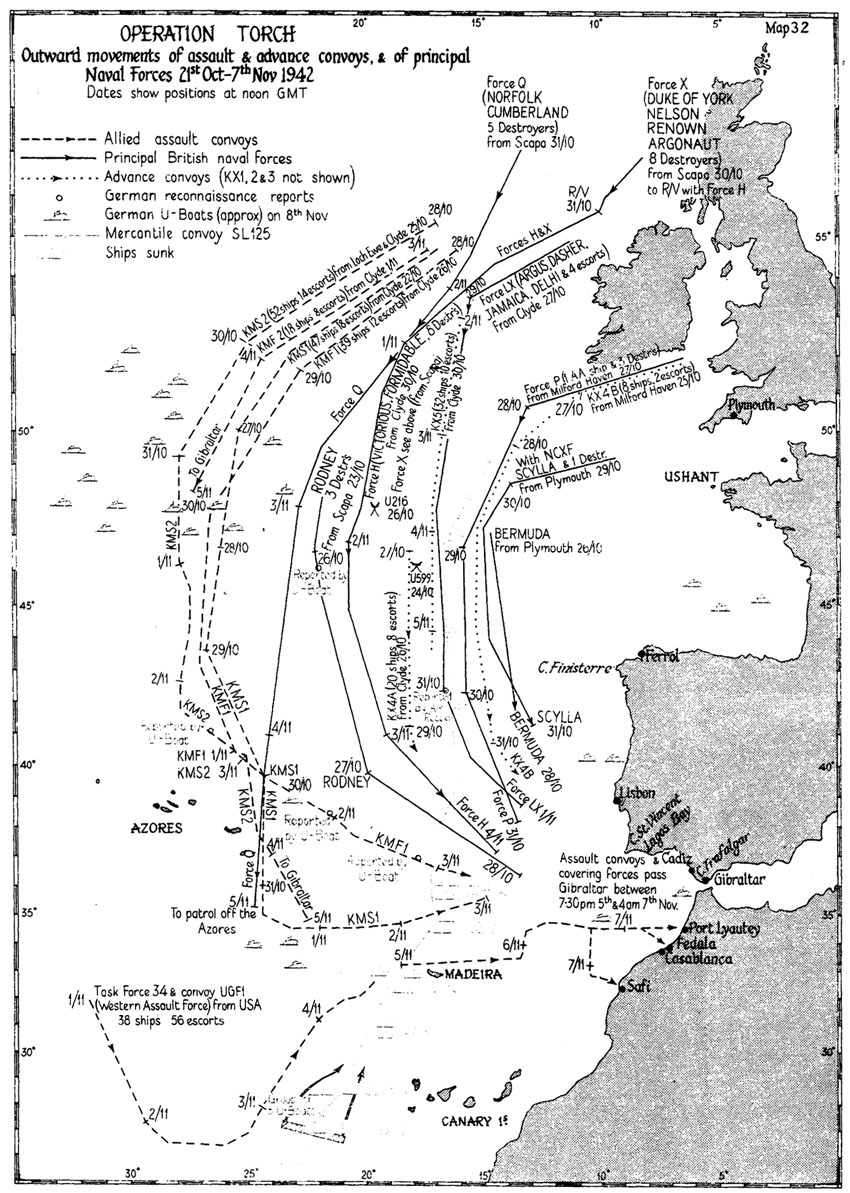
Đường di chuyển của các đoàn tàu vận tải chuẩn bị phục vụ cho chiến dịch tấn công

Phe Đồng minh đã lên kế hoạch cho một cuộc tiến công của liên quân Anh-Mỹ vào Bắc Phi/Maghreb của Pháp — Maroc, Algeria và Tunisia, lãnh thổ thuộc về chính phủ Vichy Pháp trên danh nghĩa. Với việc quân Anh tiến từ Ai Cập, phe Đồng minh có thể thực hiện một chiến dịch gọng kìm bao vây phe Trục ở Bắc Phi. Quân Pháp Vichy có khoảng 125.000 binh sĩ trong các vùng lãnh thổ cũng như pháo binh ven biển, 210 xe tăng còn hoạt động nhưng đã lỗi thời và khoảng 500 máy bay, một nửa trong số đó là máy bay chiến đấu Dewoitine D.520 với sức mạnh ngang tầm nhiều máy bay chiến đấu của Anh và Mỹ. Các lực lượng này đã được chia ra bao gồm 60.000 quân ở Maroc, 15.000 ở Tunisia, và 50.000 ở nlgeria, với pháo bờ biển, cùng một số lượng nhỏ xe tăng và máy bay. Ngoài ra, có khoảng 10 tàu chiến và 11 tàu ngầm tại Casablanca.

### Nguyên nhân chính trị
Đồng minh tin rằng những người lính Pháp Vichy sẽ không kháng cự, một phần dựa vào thông tin cung cấp bởi lãnh sự Mĩ Robert Daniel Murphy ở Algiers. Những người Pháp là thành viên cũ của phe Đồng minh nên quân đội Mĩ đã ra chỉ thị cấm nổ súng trừ khi họ bị bắn trước. Tuy nhiên, họ vẫn lo sợ về việc quân Pháp sẽ có ác cảm với các hành động của người Anh vào tháng 6 năm 1940 để ngăn Đức chiếm được các tàu chiến của Pháp. Cuộc tấn công vào cảng Mers-el-Kébir đã giết khoảng 1300 thủy thủ Pháp.
Việc đánh giá thiện cảm của quân Pháp là rất quan trọng và các kế hoạch đã được thực hiện để đảm bảo sự hợp tác của họ thay vì kháng cự. Sự hỗ trợ của quân Đức cho Pháp chủ yếu là bằng không quân. Rất nhiều máy bay ném bom của Luftwaffe đã đã thực hiện các cuộc tấn công nhằm chống viện trợ của Đồng minh đến Bắc Phi vào các cảng của Đồng minh ở Algiers và dọc theo bờ biển Bắc Phi.

### Chỉ huy chiến dịch
Trung tướng Dwight D. Eisenhower được giao quyền chỉ huy chiến dịch, đặt trụ sở chính tại Gibraltar. Tư lệnh Hải quân Đồng minh của Lực lượng Viễn chinh là Đô đốc Sir Andrew Cunningham; cùng với Phó đô đốc Sir Bertram Ramsay, người đã lên kế hoạch cho cuộc đổ bộ

### Tranh cãi chiến lược
Những người chỉ huy lâu năm của Mĩ vẫn kịch liệt phản đối, và sau khi Bộ chỉ huy tối cao liên quân Anh-Mĩ họp tại London vào ngày 30 tháng 7 năm 1942, tướng George Marshall và đô đốc Ernest King từ chối thông qua kế hoạch. Marshall và các tướng Mĩ khác ủng hộ cuộc đổ bộ vào phía Bắc Âu cuối năm, nhưng phía Anh đã từ chối. Sau khi thủ tướng Winston Churchill thúc giục về 1 cuộc đổ bộ vào Bắc Phi thuộc Pháp năm 1942, Marshall gợi ý cho tổng thống Franklin D. Roosevelt về việc hủy bỏ chiến lược ưu tiên Đức Quốc Xã và tập trung vào mặt trận Thái Bình Dương. Roosevelt nói rằng nó sẽ không thể giúp được cho Liên Xô. Với việc Marshall thất bại trong việc thuyết phục người Anh thay đổi ý kiến của họ, Roosevelt đưa ra yêu cầu trực tiếp rằng Chiến dịch Bó đuốc phải được ưu tiên hơn các hoạt động khác và cần được thi hành sớm nhất có thể, đây là một trong hai mệnh lệnh trực tiếp từ Roosevelt đến các tướng lĩnh trong cuộc chiến.
Khi tiến hành kế hoạch của mình, các nhà chiến lược quân sự của Đồng minh cần phải xem xét tình hình chính trị trên thực địa ở Bắc Phi, vốn rất phức tạp, cũng như các khía cạnh chính trị ngoại giao bên ngoài. Người Mỹ đã công nhận Pétain và chính phủ Vichy vào năm 1940, trong khi người Anh thì không và thay vào đó đã công nhận chính phủ Pháp lưu vong Tự do của Tướng de Gaulle, và đồng ý tài trợ cho họ. Bắc Phi là một phần của hệ thống thuộc địa của Pháp và trên danh nghĩa là ủng hộ Vichy, nhưng sự ủng hộ đó không phổ biến trong dân chúng.
Các sự kiện chính trị trên thực địa đã góp phần vào, và trong một số trường hợp, thậm chí còn quan trọng hơn mặt quân sự. Dân số Pháp ở Bắc Phi được chia thành ba nhóm:
1. Những người Gaullist – Charles de Gaulle là người tập hợp Ủy ban Quốc gia Pháp, tổ chức này bao gồm những người tị nạn Pháp trốn thoát khỏi vùng đô thị của Pháp thay vì khuất phục trước quân Đức, hoặc những người ở lại và tham gia Kháng chiến. Một tướng lĩnh, Leclerc, đã tổ chức một lực lượng chiến đấu và tiến hành các cuộc đột kích vào năm 1943 dọc theo con đường 1.600 dặm (2.600 km) từ Hồ Chad đến Tripoli và gia nhập với Tập đoàn quân 8 của Tướng Montgomery vào ngày 25 tháng 1 năm 1943.
2. Phong trào giải phóng Pháp – Một số người Pháp sống ở Bắc Phi và hoạt động bí mật dưới sự giám sát của Đức đã tổ chức một "Phong trào Giải phóng Pháp" bí mật, với mục đích là giải phóng nước Pháp. Tướng Henri Giraud, sau khi trốn thoát khỏi Đức, trở thành lãnh đạo của phong trào. Cuộc đụng độ cá nhân giữa de Gaulle và Giraud đã ngăn cản Lực lượng Pháp tự do và các nhóm Phong trào Giải phóng Pháp thống nhất trong chiến dịch Bắc Phi (Bó đuốc).
3. Người Pháp thân Vichy – có những người vẫn trung thành với Thống chế Pétain và tin rằng sự hợp tác với các cường quốc phe Trục là phương pháp tốt nhất cho tương lai của nước Pháp. Darlan là người kế vị được chỉ định của Pétain.

Chiến lược của Mỹ khi lập kế hoạch tấn công đã phải tính đến những vẫn đề phức tạp trên thực địa. Các nhà hoạch định giả định rằng nếu các nhà lãnh đạo được Đồng minh hỗ trợ quân sự, họ sẽ thực hiện các bước để tự giải phóng, và Hoa Kỳ đã bắt tay vào các cuộc đàm phán chi tiết dưới sự chỉ đạo của Tổng lãnh sự Mỹ Robert Murphy ở Rabat với Phong trào Giải phóng Pháp. Vì Anh đã cam kết về mặt ngoại giao và tài chính với de Gaulle, nên rõ ràng là người Mỹ sẽ phải tiến hành các cuộc đàm phán với Phong trào Giải phóng Pháp và cả cuộc tấn công nữa. Vì sự cạnh tranh giữa các phe ở Bắc Phi, sự ủng hộ của họ là không chắc chắn, và do cần phải giữ bí mật, các kế hoạch chi tiết không thể được chia sẻ với người Pháp.

### Kế hoạch của Đồng Minh
Oran, Algiers và Casablanca đã được xác định là những mục tiêu chính. Lý tưởng nhất là cũng sẽ có một cuộc đổ bộ tại Tunis để đảm bảo an ninh cho Tunisia và tạo điều kiện thuận lợi cho việc ngăn chặn nhanh chóng các nguồn cung cấp đi qua Tripoli cho lực lượng của Rommel ở Libya. Tuy nhiên, Tunis ở quá gần các sân bay của phe Trục ở Sicily và Sardinia nên không có hy vọng thành công. Liên quân sẽ đổ bộ tại Bône ở miền đông Algeria, gần Tunis hơn Alger khoảng 300 dặm (480 km). Nguồn lực hạn chế khiến quân Đồng minh chỉ có thể thực hiện ba cuộc đổ bộ và Eisenhower - người tin rằng bất kỳ kế hoạch nào cũng phải bao gồm các cuộc đổ bộ tại Oran và Algiers - có hai lựa chọn chính: hoặc lựa chọn phía tây, đổ bộ xuống Casablanca, Oran và Algiers và sau đó thực hiện nhanh chóng một cuộc di chuyển tới Tunis cách Algiers khoảng 500 dặm (800 km) về phía đông một khi phe đối lập Vichy bị đàn áp; hoặc phương án phía đông, hạ cánh tại Oran, Algiers và Bône và sau đó tiến qua đường bộ đến Casablanca cách Oran khoảng 500 dặm (800 km) về phía tây. Ông ủng hộ lựa chọn phía đông vì những lợi thế mà nó mang lại cho việc đánh chiếm Tunis sớm và cũng vì một cuộc đổ bộ Casablanca gần Đại Tây Dương sẽ nguy hiểm hơn là Địa Trung Hải.
Tuy nhiên cũng có những lo ngại rằng chiến dịch sẽ khiến Tây Ban Nha từ bỏ trạng thái trung lập của mình. Khi Tây Ban Nha gia nhập phe Trục thì eo biển Gibraltar có thể bị đóng cửa hoàn toàn, cắt đứt con đường liên lạc của Đồng Minh. Do đó, phương án Casablanca đã được chọn để giám thiểu rủi ro vì các lực lượng ở Algeria và Tunisia có thể được tiếp tế trên bộ từ Casablanca (mặc dù có khó khăn đáng kể) trong trường hợp các eo biển bị đóng. 
Sự phản đối của Marshall đối với chiến dịch đã trì hoãn cuộc đổ bộ gần một tháng, và sự phản đối của ông đối với cuộc đổ bộ ở Algeria khiến các nhà lãnh đạo quân sự Anh đặt câu hỏi về khả năng chiến lược của ông; Hải quân Hoàng gia kiểm soát eo biển Gibraltar, và Tây Ban Nha không có khả năng can thiệp vì Franco đang cần tự lo thân mình sau cuộc nội chiến hơn là tham chiến. Cuộc đổ bộ vào Maroc đã xoá bỏ sự kiểm soát với Tunisia. Eisenhower nói với Patton rằng sáu tuần qua là thời gian cố gắng nhất trong cuộc đời ông. Khi Eisenhower chấp nhận đổ bộ vào Algeria và Morocco, ông ấy chỉ ra rằng quyết định đó đã tăng thểm khả năng chiếm Tunis sớm do phe Trục sẽ mất nhiều thời gian để đưa quân vào Tunisia.

## Diễn biến cuộc chiến

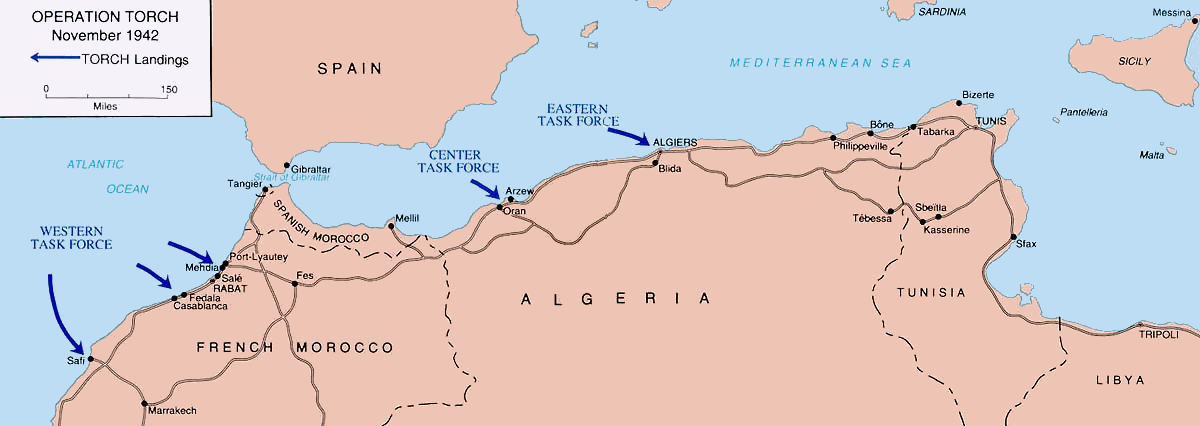
Bản đồ Chiến dịch Bó đuốc.

### Oran

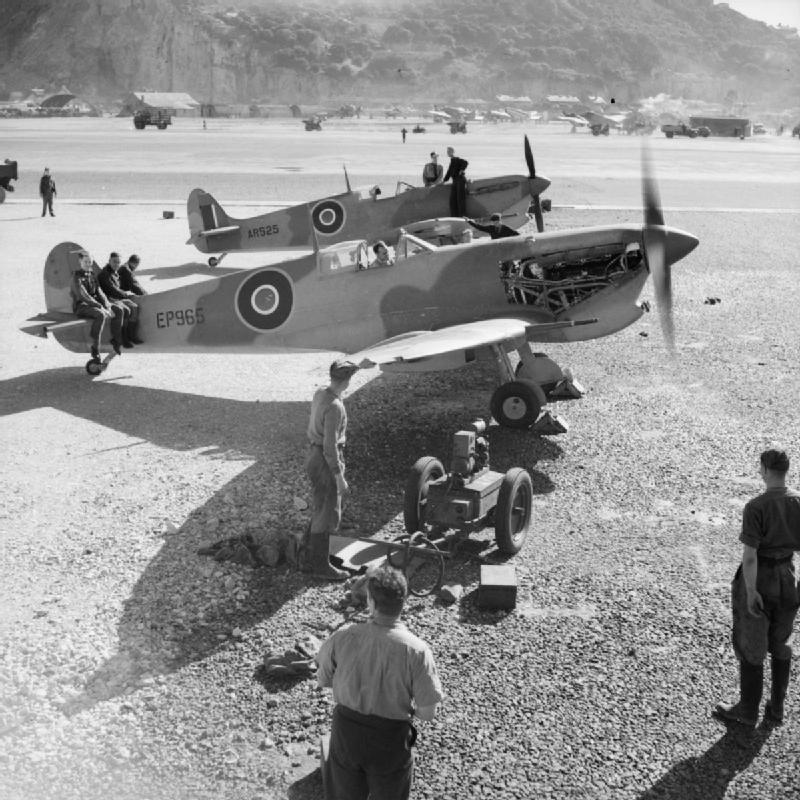
Một trong số 116 máy bay vận tải Supermarine Spitfire được chuyển đến bằng đường biển được lắp ráp chỉ trong vòng 11 ngày tại Gibraltar.

### Kết quả chính trị

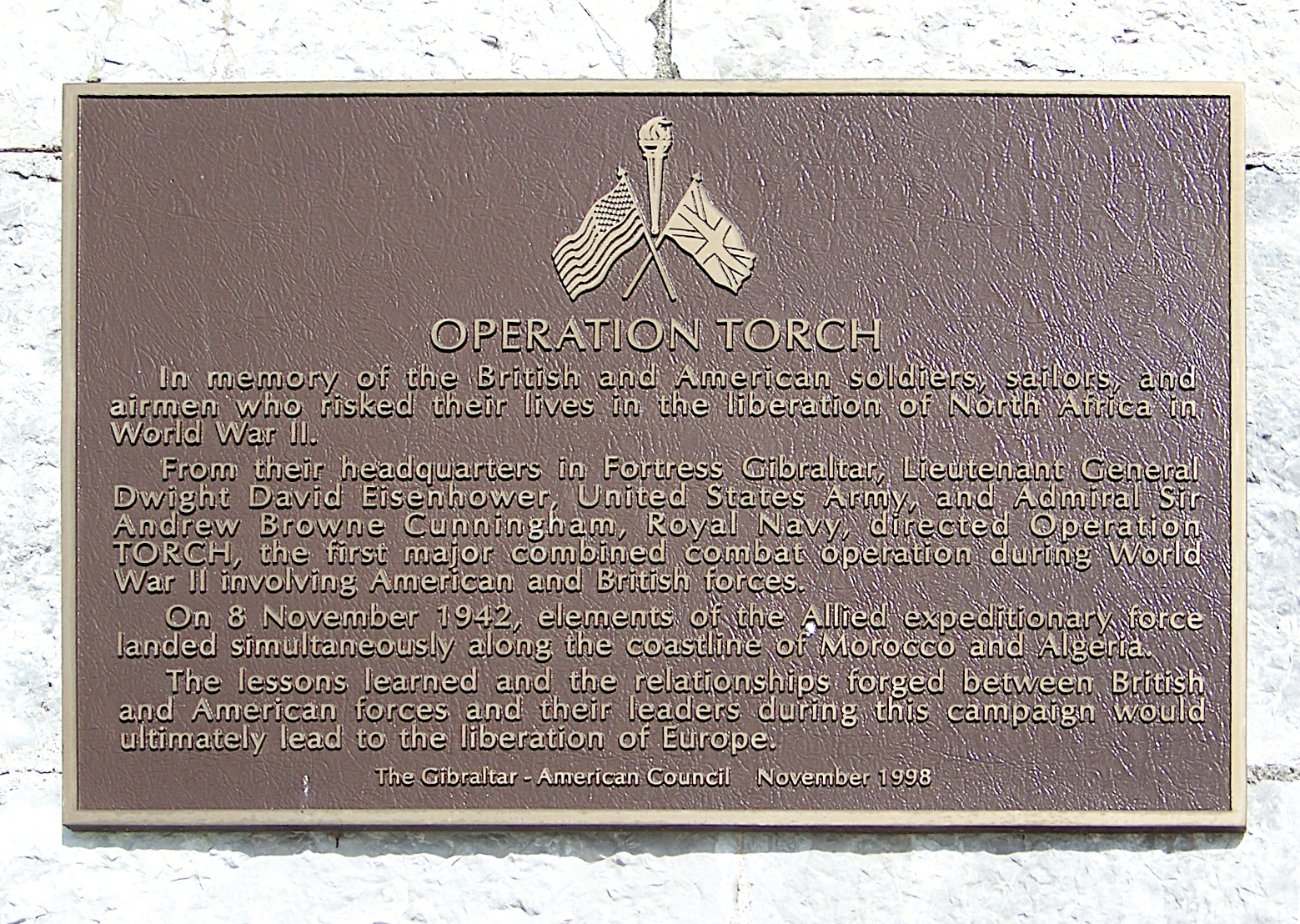
Huy chương kỷ niệm Chiến dịch Bó đuốc tại Đài tưởng niệm Chiến tranh Hoa Kỳ ở Gibraltar.

### Hồ sơ chiến tranh chính thức
- Les Cahiers Français, La part de la Résistance Française dans les évènements d'Afrique du Nord (Official reports of French Resistance Group leaders who seized Algiers on ngày 8 tháng 11 năm 1942, to allow allied landing), Commissariat à l'Information of Free French Comité National, London, Aug. 1943.

### Ghi chép của phóng viên chiến trường
- Melvin K. Whiteleather, Main street's new neighbors, J.B. Lippincott Co., Philadelphia, 1945.

### Nghiên cứu
- Anderson, Charles R. (1993). Algeria-French Morocco ngày 8 tháng 11 năm 1942-ngày 11 tháng 11 năm 1942. WWII Campaigns. Washington: United States Army Center of Military History. ISBN 0-16-038105-3. CMH Pub 72-11. Bản gốc lưu trữ ngày 5 tháng 4 năm 2009. Truy cập ngày 16 tháng 2 năm 2013.
- Aboulker, Professeur José (2002). Levisse-Touzé, Christine. “8 novembre 1942: Les armées américaine et anglaise prennent Alger en quinze heures”. Espoir (bằng tiếng Pháp). Paris (n° 133).
- Breuer, William B. (1985). Operation Torch: The Allied Gamble to Invade North Africa. New York: St.Martins Press.
- Danan, Professeur Yves Maxime (1963). La vie politique à Alger de 1940 à 1944 (bằng tiếng Pháp). Paris: L.G.D.J.
- Edwards, Bernard (1999). Dönitz and the Wolf Packs. Brockhampton Press. ISBN 1-86019-927-5.
- Funk, Arthur L. (1974). The politics of Torch. University Press of Kansas.
- Hague, Arnold (2000). The Allied Convoy System 1939-1945. Naval Institute Press. ISBN 1-55750-019-3.
- Howe, George F. (1991) [1957]. North West Africa: Seizing the initiative in the West. The United States Army in World War II. Washington, D.C.: United States Army Center of Military History. CMH Pub 6-1. Bản gốc lưu trữ ngày 9 tháng 3 năm 2013. Truy cập ngày 16 tháng 2 năm 2013.
- Levisse-Touzé, Christine (1998). L'Afrique du Nord dans la guerre, 1939-1945 (bằng tiếng Pháp). Paris: Albin Michel.
- Lewis, Adrian S. (2001). Omaha Beach: a flawed victory. Chapel Hill: University of North Carolina Press. ISBN 0-8078-2609-X.
- Meyer, Leo J. (2000) [1960)]. “Chapter 7: The Decision to Invade North Africa (Torch)”.  Trong Kent Roberts Greenfield (biên tập). Command Decisions. United States Army Center of Military History. CMH Pub 70-7. Bản gốc lưu trữ ngày 30 tháng 12 năm 2007. Truy cập ngày 16 tháng 2 năm 2013.
- Michel, Henri (1993). Darlan. Paris: Hachette.
- Moses, Sam (2006). At All Costs; How a Crippled Ship and Two American Merchant Mariners Turned the Tide of World War II. Random House.
- Playfair, Major-General I.S.O.; Molony, Brigadier C.J.C.; with Flynn, Captain F.C. (R.N.); Gleave, Group Captain T.P. (2004) [1st. pub. HMSO:1966].  Butler, Sir James (biên tập). The Mediterranean and Middle East, Volume IV: The Destruction of the Axis Forces in Africa. History of the Second World War, United Kingdom Military Series. Uckfield, UK: Naval & Military Press. ISBN 1-84574-068-8.
- Rohwer, J. and Hummelchen, G. (1992). Chronology of the War at Sea 1939-1945. Naval Institute Press. ISBN 1-55750-105-X.Quản lý CS1: nhiều tên: danh sách tác giả (liên kết)
- Watson, Bruce Allen (2007) [1999]. Exit Rommel: The Tunisian Campaign, 1942-43. Stackpole Military History Series. Mechanicsburg, PA: Stackpole Books. ISBN 978-0-8117-3381-6.

### Tổng quan
- Atkinson, Rick (2002). An Army at Dawn. Henry Holt. ISBN 0-8050-6288-2.